# Jorge García Díaz
Jorge García Díaz (26 de febrero de 1980-carretera M-608, Comunidad de Madrid, España, 12 de octubre de 2023) fue un político español. Fue alcalde de Colmenar Viejo entre 2016 y 2023 por el Partido Popular (PP), localidad en la que previamente sirvió como concejal por 15 años. García también fue diputado de la Comunidad de Madrid por el PP hasta su muerte. El 12 de octubre de 2023 chocó contra otro vehículo en la carretera M-608, en el municipio Guadalix de la Sierra. El Ayuntamiento de Colmenar Viejo decretó tres días de luto, y la Asamblea de Madrid guardó un minuto de silencio por el fallecimiento.